# Manila (singolo)
Manila è un singolo dei cantautori Ray Dalton e Álvaro Soler, pubblicato il 5 novembre 2021 contenuto nell’album raccolta di quest’ultimo The Best of 2015-2022.

## Descrizione
A proposito del brano, Ray Dalton ha dichiarato:
Àlvaro Soler ha confermato:

## Tracce
- Digital download

1. Manila (Ray Dalton & Álvaro Soler) – 2:24

## Classifiche
| Classifica (2022) | Posizione massima |
| ----------------- | ----------------- |
| Austria           | 15                |
| Germania          | 23                |
| Polonia           | 37                |
| Svizzera          | 19                |